# Walter Sabadini
Walter Sabadini (Ravenna, 27 marzo 1921 – 13 ottobre 2001) è stato un politico italiano, eletto nella V legislatura alla Camera dei deputati e nella VI al Senato.